# Nikon D200
Nikon D200 je digitální zrcadlovka firmy Nikon, která na podzim 2005 nahradila model D100. Oproti předchůdci přinesla vyšší rozlišení CCD čipu (deset Mpix oproti šesti), vyšší rychlost závěrky, zvětšení zadního LCD displeje, vylepšení některých funkcí (například menší šum při vyšším ISO). V podstatě šlo o kombinaci nového snímacího čipu a těla s vyladěným ovládáním, odvozeného od modelu D2X. Na podzim 2007 byla nahrazena modelem D300, přinášejícím další moderní funkce, například Liveview.

## Technické parametry
- Snímač: CCD, efektivní rozlišení rozlišení 10,2 Mpix, rozměry formátu DX: 23,6 x 15,8 mm, crop faktor 1,5, rozsah ISO - 100 až 1600, dále rozšiřitelné až na 3200.
- 11 zaostřovacích bodů, pracujících v režimu jednorázového, kontinuálního ostření, nebo lze ostřit ručně.
- Měření expozice: 3D Color Matrix metering II pomocí 1005 segmentového RGB snímače, měří se celoplošně, celoplošně se zdůrazněným středem nebo bodově(cca 2% plochy)
- Paměťové médium: CF karta typu I nebo II
- Vestavěný blesk má směrné číslo 13, nabízí mnoho funkcí (stroboskopický režim, modelační blesk), pro profesionálnější práci je lepší použít blesk externí (modely SB 600, SB 800)
- Objektivy: používat lze všechny objektivy Nikkor, a to jak pro fullframe snímače, tak i objektivy formátu DX. Lze i použít manuální objektivy Nikkor, avšak pouze v manuálním režimu fotografování. Použitelná jsou rovněž skla jiných výrobců, avšak je nutné počítat s jistými omezeními, např. měření expozice 3D Color Matrix lze používat pouze s objektivy Nikkor s vestavěným CPU, u objektivů bez CPU či modely jiných značek lze využít pouze Color Matrix.